# Бад-Заульгау
Бад-Заульгау (нім. Bad Saulgau) — місто в Німеччині, знаходиться в землі Баден-Вюртемберг. Підпорядковується адміністративному округу Тюбінген. Входить до складу району Зігмарінген.
Площа — 97,34 км2. Населення становить 17 567 ос. (станом на 31 грудня 2020).

## Географія

### Адміністративний поділ
Місто складається з таких районів:
| Герб                  | Назва                | Населення | Площа   |
| --------------------- | -------------------- | --------- | ------- |
| Bad Saulgau           | Бад-Заульгау (центр) | 11.673    | 5690 га |
| Bierstetten           | Бірштеттен           | 591       | 615 га  |
| Bolstern              | Больштерн            | 417       | 1206 га |
| Bondorf               | Бондорф              | 333       | 278 га  |
| Braunenweiler         | Брауненвайлер        | 553       | 1005 га |
| Friedberg             | Фрідберг             | 406       | 541 га  |
| Fulgenstadt           | Фульгенштадт         | 672       | 673 га  |
| Großtissen            | Гростіссен           | 374       | 669 га  |
| Haid                  | Гайд                 | 874       | 1320 га |
| Hochberg              | Гохберг              | 579       | 664 га  |
| Lampertsweiler        | Лампертсвайлер       | 302       | 252 га  |
| Kein Wappen Verfügbar | Мосгайм              | 337       | 443 га  |
| Renhardsweiler        | Ренгардсвайлер       | 273       | 170 га  |
| Kein Wappen Verfügbar | Вольфартсвайлер      | 275       | 351 га  |

## Уродженці
- Антон фон Штерк (1731—1803) — австрійський лікар і фармаколог.